# 卡爾·腓特烈·威廉
卡爾·腓特烈·威廉（德語：Carl Friedrich Wilhelm，1724年8月14日—1807年1月9日），第一代萊寧根親王。

## 家庭
1749年，卡爾·腓特烈·威廉與索爾姆斯-勒德爾海姆的克莉絲蒂安（Christiane zu Solms-Rödelheim）結婚，兩人共有1子3女：
1. 伊莉莎白（1753年—1792年）
2. 夏洛特（1755年—1785年）
3. 卡羅琳（1757年—1832年）
4. 埃米希·卡爾（1763年—1814年）